# Mouflaines
Mouflaines är en kommun i departementet Eure i regionen Normandie i norra Frankrike. Kommunen ligger i kantonen Étrépagny som tillhör arrondissementet Les Andelys. År 2022 hade Mouflaines 162 invånare.

## Befolkningsutveckling
Antalet invånare i kommunen Mouflaines
Referens:INSEE